# Castell de Torres Torres
El Castell de Torres Torres està ubicat en un turó sobre el qual domina aquesta població del Camp de Morvedre, al País Valencià.
És una fortificació de planta poligonal i que comptava, segons les cròniques, amb quatre torres i a la de l'Homenatge. De tot això, es conserven dues torres en gran part i la torre major. També es poden observar diversos llenços de muralla, basaments i restes d'edificis auxiliars, com ara l'aljub.
D'origen islàmic, va ser conquerit per Jaume I, qui donarà el lloc i castell de Torres Torres a Beltran de Bellpuig. El seu fill, Galceran, obtindrà la donació perpètua de la mà del rei Pere, junt les jurisdiccions de Serra i Polop, el 1319. El 1445, els Bellpuig el venen als Vallterra. Segles més tard, recaurà en la família Castellví.
Durant les Guerres Carlistes, el castell es va modificar parcialment per tal de poder emprar-lo per al foc de fusells i artilleria. Es van canviar, per exemple, les sageteres d'obertura recta per forats rodons.